# Ямаева, Лариса Асхатовна
Лари́са Асха́товна Яма́ева (баш. Лариса Әсхәт ҡыҙы Ямаева; 7 ноября 1955, Улан-Удэ, Бурятская АССР, РСФСР, СССР — 5 января 2022) — советский и российский историк. Специалист в истории Башкортостана, в исламе Поволжья и его политической истории начала XX века. Доктор исторических наук (2004). Заведующая отделом изучения общественного сознания (ГБНУ «Институт гуманитарных исследований Республики Башкортостан»).

## Образование
В 1979 году окончила Башкирский государственный университет (ныне Уфимский университет науки и технологий).
В 1974—2003 (с перерывами) работала в Институте истории, языка и литературы Башкирского филиала АН СССР (с 1994 старший научный сотрудник).
В 1978—1980 годах — секретарь комитета ВЛКСМ Башкирского филиала АН СССР.
В 1982—1983 и 1987—1994 годах — преподаватель БГПУ имени М. Акмуллы.
В 1987 году защитила диссертацию на соискание учёной степени кандидата исторических наук по теме «Партийное руководство сельским хозяйством Башкирии в годы Великой Отечественной войны» (специальность 07.00.01 — история КПСС).
В 2003 году защитила диссертацию на соискание учёной степени доктора исторических наук по теме «Либеральное общественно-политическое движение российских мусульман в начале XX в.: По материалам Уфимской и Оренбургской губерний» (специальность 07.00.02 — Отечественная история).
С 2003 — заведующая кафедрой отечественной истории, с 2005 — декан факультета истории и права Восточного института экономики, гуманитарных наук, управления и права.
С 2006 — старший научный сотрудник, с 2008 — заведующая отделом Институт гуманитарных исследований Академии наук Республики Башкортостан.

## Научные труды
Автор более 100 научных трудов, автор десятков статей для «Башкирской энциклопедии». Среди них:
- Ямаева Л. А. Мусульмане Башкортостана на рубеже XIX—XX веков : (Численность, этн. и соц. состав) : Стат. очерк / Л. А. Ямаева; Акад. наук Респ. Башкортостан. Отд-ние гуманитар. наук. Ин-т истории, яз. и лит. УНЦ РАН. — Уфа: Гилем, 1999. — 47, [1] с. : табл.; 20 см; ISBN 5-7501-0093-6
- Депутаты из башкир в Государственной Думе России (1906—1917): научное электронное издание на компакт-диске / [сост. Ямаева Лариса Асхатовна]. — Уфа: Китап, 2015. — 1 электрон. опт. диск (DVD-ROM); 12 см; ISBN 978-5-295-06253-7
- Региональные особенности ислама у башкир / З. Г. Аминев, Л. А. Ямаева; Акад. наук. Респ. Башкортостан, Ин-т гуманитарных исслед. — Уфа : ДизайнПолиграфСервис, 2009. — 182 с. : табл.; 21 см; ISBN 978-5-94423-174-1 (в пер.)
- Ямаева Л. А. Мусульманский либерализм начала XX века как общественно-политическое движение: (По материалам Уфим. и Оренбург. губерний) / Л. А. Ямаева; Рос. акад. наук. Уфим. науч. центр. Ин-т истории, яз. и лит., Акад. наук Респ. Башкортостан. Отд-ние гуманитар. наук. — Уфа: Гилем, 2002. — 300 с.: портр., табл.; 20 см; ISBN 5-7501-0284-X

Башкирская энциклопедия
- Ямаева Л. А. Государственная дума // Башкирская энциклопедия: В 7 т. Т. 2: В-Ж. — Уфа, 2006. С. 349—352.
- Ямаева Л. А. Джадидизм // Башкирская энциклопедия: В 7 т. Т. 2: В-Ж. — Уфа, 2006. С. 468—469.
- Ямаева Л. А. Мусульманская фракция Государственной думы // Башкирская энциклопедия: В 7 т. Т. 4: Л-О. — Уфа, 2008. С. 305.
- Ямаева Л. А. Мусульманское дамское общество // Башкирская энциклопедия: В 7 т. Т. 4: Л-О. — Уфа, 2008. С. 306—307.
- Ямаева Л. А. Национальное собрание мусульман тюрко-татар внутренней России и Сибири // Башкирская энциклопедия: В 7 т. Т. 4: Л-О. — Уфа, 2008. С. 369—370.
- Ямаева Л. А. Панисламизм // Башкирская энциклопедия: В 7 т. Т. 5: П — Советы. — Уфа, 2009. С. 19.
- Ямаева Л. А. Пантюркизм // Башкирская энциклопедия: В 7 т. Т. 5: П — Советы. — Уфа, 2009. С. 21.